# Islam et astrologie
L'astrologie est l’étude des mouvements et des positions relatives des corps célestes et les interpréte comme ayant une influence sur les affaires humaines et le monde naturel. Dans l’histoire islamique ancienne, l'astrologie (ʿilm al-nujūm, litt. « la science des étoiles ») était « de loin » la plus populaire des « nombreuses pratiques tentant de prédire les événements futurs ou de discerner les choses cachées », selon l'historienne Émilie Savage-Smith.
Certains musulmans du Moyen-Âge se sont intéressés à l’étude du mouvement apparent des étoiles. Cela s’explique en partie par le fait qu’ils considéraient les corps célestes comme essentiels, et aussi en partie parce que les habitants des régions désertiques voyageaient souvent la nuit, et se servaient de la connaissance des constellations pour guider leurs voyages. Avec l’arrivée de l’islam, les musulmans devaient déterminer le moment des prières, la direction dans laquelle la kaaba serait dirigée et l’orientation correcte de la mosquée. Tous ces éléments ont contribué à donner une impulsion religieuse à l’étude de l’astronomie et ont contribué à la croyance que les corps célestes avaient une influence sur les affaires terrestres ainsi que sur la condition humaine dans la vie.
La jurisprudence islamique, le Coran, les Hadiths, l’Ijma (consensus scientifique) et le Qiyas (analogie) énoncent les lignes directrices de la position que l’islam prend sur l’astrologie. La détermination de ce concept est subdivisée en ce qui est soit halal (autorisé), soit haram (interdit).

## Types
Dans l’histoire islamique ancienne, l’astrologie comporte plusieurs catégories :
- Une « astrologie non horoscopique » qui implique « la prédiction d’événements basés sur le lever ou le coucher de certains groupes d’étoiles ».
- Une « astrologie judiciaire » impliquant « le calcul des positions des planètes et la production mathématique d’horoscopes »
  - pour déterminer le sort des individus, des pays ou des dynasties,
  - des « jours  favorables et défavorables » et
  - pour répondre à des questions précises, comme l’emplacement d’objets perdus, de trésors enfouis ou « le diagnostic et le pronostic d'une maladie ».

## Origines de l'astrologie dans l'Islam

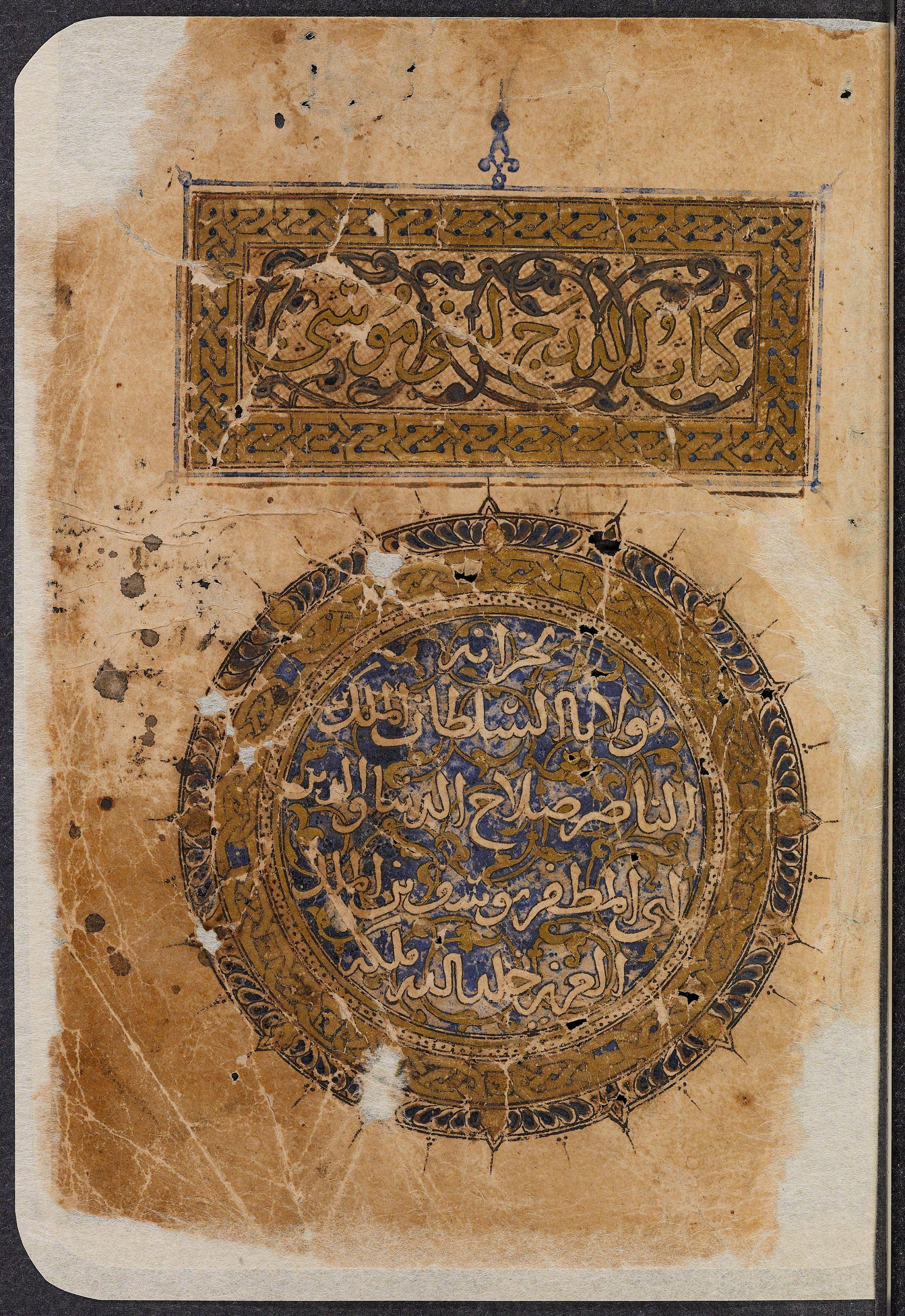
Kitāb al-Daraj ; un premier ouvrage islamique qui témoigne de l’importance de l’astrologie dans les débuts de l’islam.

Ce sont des personnalités, comme Abd al-Jabbar, qui apportent les premières traces musulmanes contre l’astrologie. Cette position diffère de celle d'autres érudits comme Abu Ma’shar al-Balkhi qui cherchaient à justifier l’influence causale des êtres célestes sur les formes de vie terrestres. Cela est en outre mis en évidence par la présence de textes historiques tels que Kitab al-Daraj qui sont la preuve de la présence de l’astrologie dans l’islam primitif. Pourtant, même avant ces hommes et ces textes, il existait des historiens et des théologiens comme Al Hashimi qui, par l’intermédiaire de philosophes tel que Masha Allah, cherchaient à justifier le rôle de l’astrologie dans l’influence des adeptes de la religion islamique. Al Hashimi, En citant l’autorité de Masha Allah, a cherché à explorer la possibilité de l’influence des étoiles sur leur moralité et la religion en général. Masha Allah est également cité pour faire valoir l’idée que la naissance du prophète islamique Mahomet était le résultat d’une réunion d'objets célestes autrement connus sous le nom de conjonction planétaire, celle-ci pointait essentiellement la naissance du Prophète à la suite d'événements astrologiques. Masha Allah et Al Hashimi s'appuient tous deux sur des similitudes, et ils ont une position commune qui consiste à désigner les planètes, les étoiles et les autres êtres célestes comme étant les principaux vecteurs par lesquels la règle divine est exercée, c'est-à-dire comment Dieu exerce le contrôle sur toutes les formes de vie. Les critiques qu'ils ont reçues tendent à montrer que ces chiffres suggèrent que la détermination des revendications astrologiques pourrait être calculée sans aucune interférence avec la religion. Le travail d’Al Hashimi pointe néanmoins vers la présence inhérente de l’astrologie dans les premiers temps de l’islam. Bien que l’astrologie ne soit pas généralement admise en islam, les premiers musulmans se sont appuyés sur le soleil et la lune pour déterminer des éléments importants telles que la direction de la Mecque, les temps de jeûne du ramadan et le début et la fin de chaque mois. Bien que les premiers astrologues musulmans se soient davantage concentrés sur les planètes et leurs énergies, les symboles traditionnels du zodiaque dérivés de l’astrologie hellénistique ont été maintenus tout au long de leurs pratiques. Ils utilisaient l’astrologie et la position des planètes pour prédire la santé et le bien-être des individus. Les éclipses en Balance, en Verseau ou en Gémeaux étaient des prédictions de fléaux mondiaux, et les comètes ou étoiles filantes prédisaient famines et maladies.

## Astrologie dans le Coran
De nombreuses interprétations du Coran (le principal texte islamique) pointent l’astrologie comme étant celle qui va à l’encontre des principes fondamentaux prêchés par la tradition religieuse islamique. L'astrologie met en évidence en dernier lieu le rôle des êtres célestes dans l’influence de la vie terrestre et quotidienne des individus, influençant leur destin. Divers extraits du Coran sont interprétés pour réfuter cette théorie. De toute évidence, en ce qui concerne les extraits des horoscopes, les chercheurs islamiques adoptent les déclarations du Coran dans Surah Al-Jinn où il est suggéré « (Il est seul) le Tout-Connaisseur du ghayb (invisible), et Il ne révèle à personne son ghayb (invisible), sauf à un messager (de l’humanité) qu’Il a choisi. (Il lui informe de l’invisible autant qu’Il le veut), puis Il fait marcher une troupe de gardes (des anges) devant lui et après lui » pour signifier que toute présence d’influence extraterrestre sur l’humanité n’est pas plausible et est donc haram (interdit) en islam. Ceci est encore accentué par le tafsir (interprétation savante) du verset qui indiquent le fait que tout être autre qu’Allah (Dieu) ne peut être attribué à la connaissance de l’invisible ou pour cette question inconnue. C’est l’utilisation des horoscopes et l’utilisation ultérieure de l’astrologie qui sont réfutés dans l’Islam. Néanmoins, l’islam donne lieu à travers le Coran à l’utilisation de l’astronomie, comme distinct de l’astrologie, dans la détermination du temps de l’année (c'est-à-dire. la détermination des calendriers lunaire et solaire) ainsi que l'utilisation de la boussole. Le Coran incarne ce concept en désignant les êtres célestes comme des « repères »  pour les fidèles comme un moyen par lequel ils se guideraient. Le Coran, par conséquent, vise le but principal de l’astrologie comme un moyen de fournir une orientation/navigation physique à un adepte, en considérant interdite son utilisation des horoscopes.
| Sourate               | Verset |
| --------------------- | --- |
| Verset 3 d'Al-Ma'idah | « Il est également interdit d'utiliser des flèches cherchant la chance ou la décision ; tout ce qui est désobéissance à Allah est un péché ». |
| Verset 34 de Luqman   | « Ô Allah ! C’est à Lui qu'appartient la connaissance de l’Heure. Il fait descendre la pluie et il connaît ce qui est dans les matrices. Aucune âme ne sait ce qu’elle gagnera demain, et aucune âme ne sait dans quelle terre elle mourra. Ô Allah l'Omniscient et Parfaitement Connaisseur. »                                                                    |
| Verset 18 du Hajj     | Ne voyez-vous pas qu’Allah est Celui qui obéit à tous ceux qui sont dans les cieux et sur la terre, au soleil, à la lune, aux étoiles, aux montagnes, aux arbres, aux animaux et à beaucoup de gens. Et il y a beaucoup de monde contre lesquels le châtiment est devenu nécessaire. Et quiconque abuse Allah, nul ne peut le glorifier. Allah fait ce qu'Il veut. |

## Astrologie dans le Hadith
Le Hadîth est une référence aux instructions et aux pratiques de Mahomet que les adeptes de la foi islamique sont encouragés à incarner. Mahomet a fait diverses affirmations concernant la légalité/illégalité de l’astrologie en ce qui concerne la tradition religieuse islamique. D'après Abou Dawoud, on suggère que Mahomet aurait déclaré : « Quiconque cherche la connaissance des étoiles cherche l'une des branches de la sorcellerie… » dont l’essence est interdite dans l’Islam. Là où le hadith indique clairement une position forte contre l’astrologie et la solide affirmation de l'interdiction de cette discipline, c’est dans Sahih al-Bukhari qui est une source authentifiée des récits de Mahomet. Le Hadith  est une récompense accordée seulement par Allah (Dieu). Il suggère que tout adhérent qui croit que la pluie est le résultat des actes de n’importe quel autre être, vivant ou non, tombe dans l’incrédulité. Le Hadith fait mention spécifique aux étoiles en suggérant que, comme pour les individus qui suggèrent que la pluie provient à la suite d’une étoile. Le Hadith fait spécifiquement mention des étoiles en suggérant que, quant à ceux qui suggèrent que la pluie provient d'une étoile, « celui-là est un mécréant en Moi (Allah) ». Cela contribue à incarner fondamentalement le concept de l’astrologie et la croyance dans l’idée que les êtres célestes ont une influence sur tout autre chose que celles réunies dans le Coran et le Hadith constituant le shirk (blasphème) ; amenant à quitter le giron de la religion. En soulignant que toute suggestion d’étoiles comme exécution de toute autre tâche que celle de navigation pour l’homme est interdite, le Hadith travaille à montrer l’astrologie comme quelque chose dont les musulmans devraient s’abstenir.
| Texte      | Hadith |
| ---------- | --- |
| Abou Dawud | « Quiconque s'adresse à un oracle ou à un diseur de bonne aventure n’a pas cru en ce qui fut révélé à Mahomet ». |

## Opinions des experts sur l’astrologie
Les différents chercheurs ont des opinions différentes en ce qui concerne l’astrologie et le jugement que l’islam fait sur sa recevabilité. Un des concepts avancés provient de l’Imam Ali, le quatrième calife de l’islam et cousin et gendre de Mahomet. Le point de vue pertinent d’Ali voyait l’astrologie comme étant ce qui est fondamentalement interdit dans la religion islamique. En suggérant à ses disciples : « Ô peuple ! Gardez-vous d'apprendre la science des étoiles, sauf celle avec laquelle on cherche la guidance sur terre ou sur mer, car elle conduit à la divination et un astrologue est un devin, tandis que le devin est comme le sorcier, le sorcier est comme l'incroyant et l'incroyant ira en enfer ». Ali a cherché à fournir une opinion savante en pointant vers une croyance que tout être céleste qui pourrait fournir quelque chose de plus grand que celui de Dieu constitue l’incrédulité dans l’Islam. Cela est cohérent avec ce qui est dit par le Coran qui utilise les étoiles et donc l’astrologie seulement comme un moyen de navigation. Au contraire, des personnalités éminentes comme Ibn Arabi fournissent un avis instruit qui prévoit un accord limité avec les principes de l’astrologie. Cela est accentué par les Frères musulmans qui ont indiqué que des prophètes particuliers et donc des événements historiques étaient intrinsèquement influencés par des êtres célestes. Ces individus sont néanmoins d’accord que les planètes ne sont pas considérées comme Dieu mais suggèrent ou assignent à chaque prophète une planète et/ou un être céleste particulier en lien avec certaines œuvres se référant vers les planètes comme étant créées à l’image de Dieu. En outre, le prophète Idris, communément appelé Enoch, était doué d’une grande connaissance des étoiles et utilisait son don pour méditer sur la grandeur de Dieu et l’enseigner aux autres. Grâce à sa compréhension complexe de l’astrologie, le prophète Idris a enseigné aux gens comment l’univers avait eu un impact sur leur vie et a fondé l’étude des étoiles. On dit que comme Idris a donné un tel crédit aux étoiles et à la lune pour toutes leurs contributions à l’humanité qu'à sa mort il est monté au ciel. Il est précisé qu’Idris a gravi les cieux et qu'ensuite, il y est mort. Idris a voyagé au paradis et a laissé derrière lui comme un héritage la compréhension de l'astrologie connue dans l'Islam d'aujourd'hui.

## Sectes islamiques et l'astrologie
Il y a différentes factions de l’Islam qui présentent des perspectives variées sur le concept de l’astrologie.

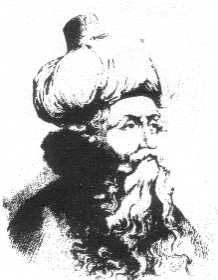
Cheikh al-Akbar Ibn Arabi ; un éminent prédicateur islamique dont les vastes études englobaient l'astrologie.

### Islam sunnite
Des savants sunnites classiques de premier plan tels que Ghazali et Ibn Arabi offrent des perspectives quelque peu différentes sur l’astrologie de la part de nombreux musulmans sunnites modernes. Plus pertinemment, ils se concentrent sur l’humanité à la pointe du cosmos qui tourne donc autour de l’homme. En définitive, selon les enseignements de Ghazali et d’Ibn Arabi, l’islam prêche une forme abstraite d’astrologie dans laquelle les êtres planétaires correspondent à certains niveaux du ciel et où des prophètes particuliers correspondent à certains cieux ; perpétuant ainsi la croyance fondamentale que des événements historiques particuliers se sont produits grâce à des êtres célestes.

### Islam chiite
L'islam chiite adopte une position similaire à celle de l’islam sunnite avec des érudits éminents tels que Qabisah et Razin Bin Muawiyah qui suggèrent que la présence d’étoiles et d’êtres célestes ainsi que leur importance conséquente ne résident que dans leur embellissement du ciel, leur capacité à repousser Satan et leur utilisation dans la navigation. Des savants chiites renommés ont affirmé que le concept de science astrologique est celui qui conduit les individus à commettre le péché de shirk (blasphème) ; arguant que l’idée de déduire quelque chose de l'astrologie portant un bon ou un mauvais présage constitue une mécréance.

## Lectures complémentaires
- (en) Emilie Savage-Smith, Magic and Divination in Early Islam, Ashgate/Variorum, 2004, xiii-li (ISBN 9780860787150, lire en ligne [archive du 18 juillet 2021]), « Introduction »